# Salmo ciscaucasicus
Salmo ciscaucasicus är en fiskart som beskrevs av Dorofeeva, 1967. Salmo ciscaucasicus ingår i släktet Salmo och familjen laxfiskar. Inga underarter finns listade i Catalogue of Life.